# 天笠山
天笠山（てんがいやま）は、能登半島北東部(奥能登)の石川県輪島市にある山。標高は235m。

## 概要
南志見泥岩層地域にある山で、高洲山・鉢伏山のある山地と鋭く接し、周囲の里山と比べて急斜面になっている様子が特に舟木谷峠からよく遠望できる。山の北部は直接海岸段丘と接している。山の北側にある白崎に至る道では珪藻土の露頭を見ることができる。
緩斜面で集落に近いことから林道が開設され全山がスギの植林地となっている。
天笠山の中腹ではさやいんげんが栽培されている。

## アクセス
東部の町野川から林道が繋がっている。